# Oryzomys albigularis
Nephelomys albigularis là một loài động vật có vú trong họ Cricetidae, bộ Gặm nhấm. Loài này được Tomes mô tả năm 1860.